# Iñaki Malbadi
Iñaki Malbadi (Albístur, Guipúzcoa, 15 de abril de 1957) es un músico español que ha participado en varios grupos de folk, conocido por ser el compositor del famoso fandango Albíztur.

## Discografía
- EUSKADIKO TRIKITIXA TXAPELKETA AZPEITIA (1980). Iñaki eta Ramon.
- EUSKADIKO TRIKITIXA TXAPELKETA AZPEITIA (1982). Iñaki eta Ramon.
- EUSKADIKO TRIKITIXA TXAPELKETA DONOSTIA (1982). Iñaki eta Ramon.
- Albizturko trikitixa (1984) - Iñaki eta Ramon.
- Marrutxipi (1985)- Azala
- Harri txurian (1989)- Iñaki eta Ramon.
- TRIKI 1 diatonic dynamite (1995)- Iñaki eta Ramon.
- Tolosako Dultzaineroak Gaiteroak(1996)